# IC 5367
IC 5367 ist eine Spiralgalaxie vom Hubble-Typ Sab im Sternbild Pegasus am Nordsternhimmel. Sie ist schätzungsweise 479 Millionen Lichtjahre von der Milchstraße entfernt und hat einen Durchmesser von etwa 70.000 Lj.
Das Objekt wurde am 25. November 1899 von Stéphane Javelle entdeckt.